# Roc del Quer (Cabó)
El Roc del Quer és una muntanya de 1.050 metres que es troba al municipi de Cabó, a la comarca de l'Alt Urgell.